# Guyana Defence Force FC
Guyana Defence Force is een voetbalclub uit Georgetown. In 2010 deden ze mee aan de CFU Club Championship, waar ze als 3e eindigden met nul punten.